# Gaillac (Weinbaugebiet)

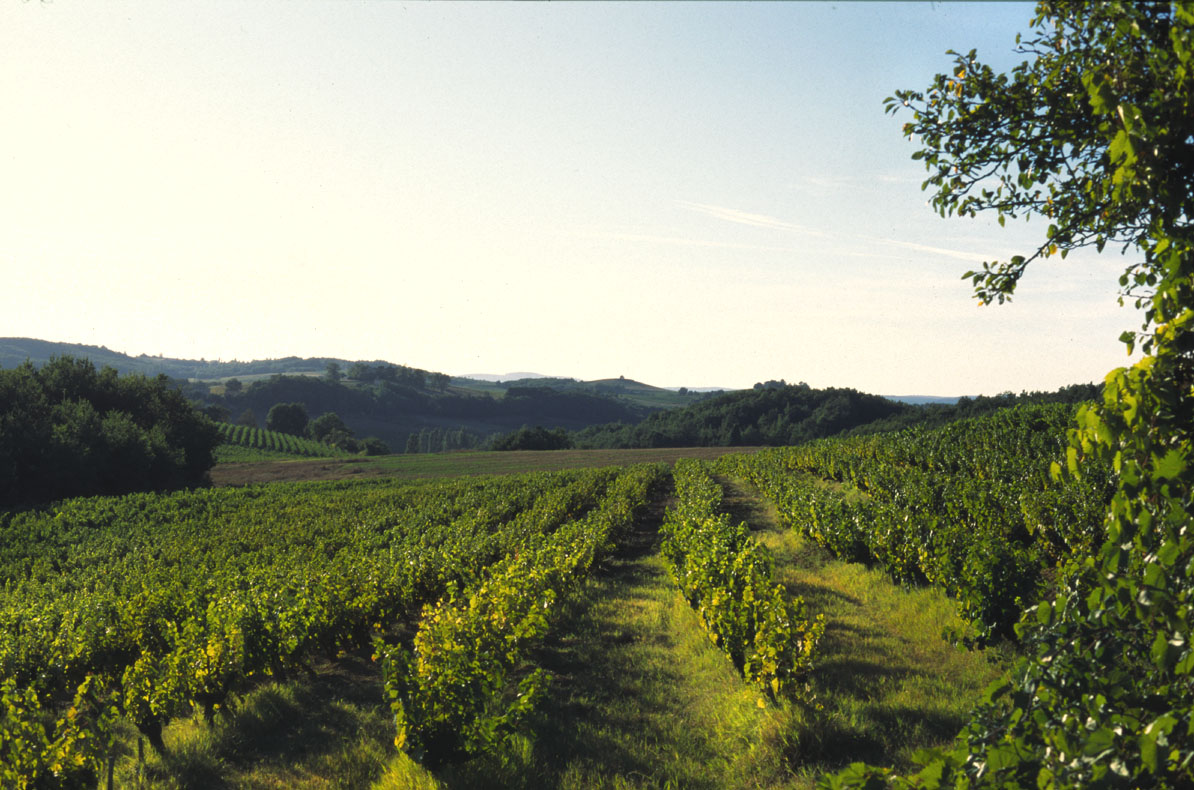
Weinberg bei Gaillac im Bereich der Premières Côtes

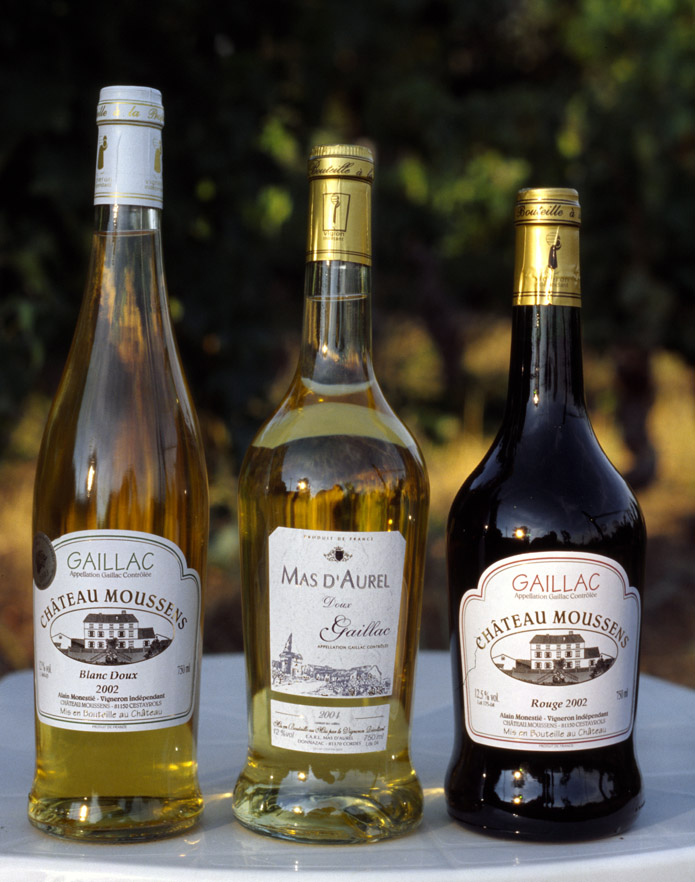
Die Gaillacoise: In der Mitte die neue Form, links und rechts die alten Formen für Weiß- bzw. Rotwein

Das nach der Stadt Gaillac benannte Weinbaugebiet von Gaillac liegt im südwestfranzösischen (→ Sud-Ouest) Département Tarn im Midi Toulousain, gut 50 km von der Regionalhauptstadt Toulouse entfernt. Das Anbaugebiet für Qualitätswein (AOC) umfasst etwa 2700 ha, dies entspricht einer Jahresproduktion von rund 20 Mio. Flaschen. Hiervon entfallen rund drei Viertel auf Rotwein.

## Charakteristik
Der Wein von Gaillac deckt nahezu das gesamte Spektrum von trockenem und süßen Weißwein über Rosé bis zu körperreichem und lagerfähigen Rotwein ab. Auch Schaumwein besitzt eine lange Tradition. Die Vielfalt der erzeugten Weine ist aber paradoxerweise eher ein Hindernis für ihre Vermarktung, denn der Verbraucher kann kein bestimmtes Produkt mit dem Namen Gaillac verbinden. Auch in manchem Weinbuch finden sich nur pauschale Angaben über Gaillac. Andere Gebiete im Südwesten wie Cahors oder Madiran haben in dieser Hinsicht einen klaren Vorteil.

### Die Gaillacoise
Eine Besonderheit ist die spezielle Flaschenform (→ Weinflasche), die 1969 geschaffene bauchige Gaillacoise. Hergestellt wird sie von der auf Jean Jaurès zurückgehenden Verrerie ouvrière d’Albi, die heute zum Saint-Gobain-Konzern gehört. Nicht zuletzt aus Kostengründen (höheres Gewicht, größerer Platzbedarf) wird sie allerdings zunehmend von der Bordelaise verdrängt. Als Reaktion hat man sich mit dem Jahrgang 2004 auf eine einheitliche Form verständigt, die einen Kompromiss zwischen der kürzeren Rotwein- und der schlankeren Weißweinflasche darstellt.

## Boden und Klima

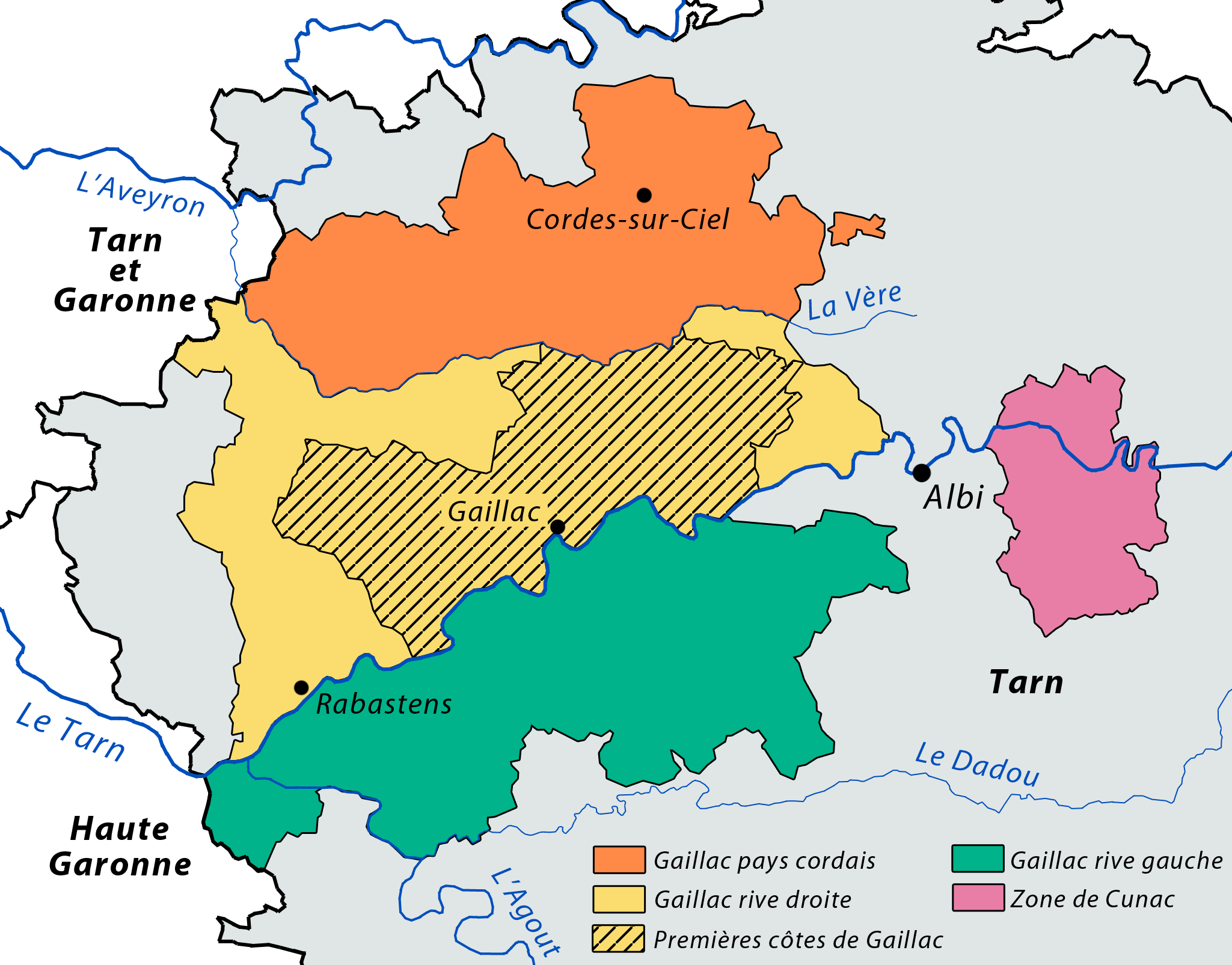
Karte mit den einzelnen Regionen des Weinbaugebiets Gaillac

Im Tal des Tarn sind nur die besten Südlagen der ersten aus dem Tal aufsteigenden Hänge (Premières Côtes) mit ihrem lehmig-kalkigen Boden ausschließlich für die Rebe reserviert. Aus den Premières Côtes stammen nicht nur die besten Weißweine, sondern auch charakteristische, vollmundige und aromatische Rotweine. In diesem Herzstück des Weinbaugebietes reift der Wein bis zu drei Wochen früher als in den höher gelegenen Lagen des Plateaus von Cordes nördlich von Gaillac. Dort wachsen auf stark kalkhaltigem Boden aromatische und finessenreiche Weiß- und Rotweine. Eine dritte Region bilden die Kiessandzonen des linken Tarnufers (Rive gauche), wo vor allem kraftvolle und lagerfähige Rotweine produziert werden. Nur anekdotischen Charakter besitzt die Region von Cunac östlich der Stadt Albi. Die wenigen Trauben, die dort produziert werden, verschwinden in den Keltern der Genossenschaft.
Das Weinbaugebiet von Gaillac liegt am östlichen Rand des Aquitanischen Beckens. Das nordwestlich von Gaillac gelegene, bis zu 500 m hohe Mittelgebirge der Grésigne hält jedoch vor allem im Sommer einen Teil der ozeanischen Einflüsse ab. Ein über 1000 m hoher Gebirgszug, die Montagne Noire, bildet wiederum eine natürliche Barriere zum Mittelmeer. Daher besitzt Gaillac ein spezielles Kleinklima, das weder mediterran noch atlantisch, sondern kontinentaler geprägt ist. Die Sommer sind heiß und trocken, Regen fällt überwiegend zwischen September und April. Eine weitere klimatische Besonderheit ist der warme Ostwind Autan, der so manchen Jahrgang im Herbst noch gerettet hat.

## Rebsorten und Weine
Wie die meisten Weinbaugebiete des französischen Südwestens besitzt auch Gaillac regionaltypische Rebsorten. Große Bedeutung besitzen die roten Duras und Braucol (→ Fer Servadou) sowie die weißen Mauzac und Len de l’El. Daneben spielen auch die Bordeaux-Reben Sauvignon Blanc, Cabernet Sauvignon, Cabernet Franc und Merlot sowie die aus der Mittelmeerzone kommende Syrah wichtige Rollen. Fast verschwunden ist die lokale weiße Rebsorte Ondenc.

### Weißweine
Der nur in Gaillac angebaute Len de l’El wird zumeist trocken ausgebaut, häufig zusammen mit dem aus Bordeaux stammenden Sauvignon Blanc. Er liefert aber auch sehr gute Auslesen. Die Weine sind aromatisch, aber nicht aufdringlich. Sie sollten eher jung getrunken werden, denn ihr Säuregehalt ist nicht übermäßig hoch. Eine Spezialität ist der Gaillac Perlé, ein leichter trockener Weißwein mit einem geringen Kohlensäureüberschuss. Der Name kommt von den langsam aufsteigenden Bläschen.
Der Mauzac besitzt unter den in Gaillac heimischen Weißweinreben den ausgeprägtesten Charakter. Er liefert körperreiche, lagerfähige Weine mit vielschichtigen Aromen. Aus den ältesten Rebanlagen werden die Spät- bzw. Auslesen erzeugt. Hierbei spielt die andernorts übliche Edelfäule keine Rolle, vielmehr bringt der im Herbst wehende Autan-Wind den Trauben die nötige Konzentration.
Die Trauben für trockene Weißweine werden zumeist vor Erreichen der vollen Reife gelesen, da sonst der Säuregehalt zu stark absinken würde. Um den gewünschten Alkoholgehalt von ca. 12 Vol.-% zu erreichen, wird der Wein stattdessen chaptalisiert. Bei den Auslesen ist dieses Vorgehen nicht nötig, da sich in den eintrocknenden Beeren auch die Säure konzentriert.

### Gaillac Premières Côtes
Das Herzstück des Anbaugebietes, die ersten Hänge (Premières Côtes) des rechten Tarnufers, besitzt eine eigene Appellation ausschließlich für Weißwein, die von den Winzern allerdings selten in Anspruch genommen wird. Die formalen Anforderungen an die Reife der Trauben liegen mit 11° natürlichem Alkoholgehalt etwas höher, der Basisertrag beträgt nur 45 hl/ha gegenüber 60 hl/ha für einen trockenen AOC Gaillac. Ein Gaillac Premières Côtes ist stets körperreich und lagerfähig.

### Schaumweine
Der Len de l’El dient auch als Grundlage für den Schaumwein, der zunehmend wieder nach der Méthode Gaillacoise hergestellt wird. Im Gegensatz zur Champagnermethode wird hierbei für die Flaschengärung kein Zucker zugesetzt. Vielmehr wird die Gärung abgestoppt und dann in der Flasche fortgesetzt. Auch nach der zweiten Gärung behält dieser Schaumwein eine feine Fruchtsüße.

### Rotweine
Abgesehen vom aus der Beaujolais-Rebe Gamay gekelterten Primeur-Wein lassen sich zwei Richtungen in der Rotweinproduktion unterscheiden. Es handelt sich grundsätzlich um Cuvées aus zwei bis vier Rebsorten. Die alte Rebsorte Duras liefert kräftig-fruchtige Weine mit einer charakteristischen pfeffrigen Note. Ihr wird häufig Syrah beigemischt, um dem Wein ein solideres Tanningerüst zu verleihen. Diese Weine erreichen nach 3–6 Jahren ihren Höhepunkt.
Die zweite Richtung basiert auf der Rebsorte Braucol (→ Fer Servadou), die mit der Cabernet-Familie verwandt ist. Sie besitzt kräftige Tannine, weshalb sich diese Weine auch für einen Barriqueausbau eignen. Viele Winzer lehnen dies allerdings ab, da hierbei die Typizität verloren geht. Klassisch ausgebaute Cuvées auf Basis des Braucol enthalten in der Regel auch Syrah und Merlot, manchmal auch Duras oder Cabernet. Diese Weine besitzen eine schöne Frucht bei solider Tanninstruktur. Sie erreichen ihren Höhepunkt frühestens nach vier Jahren, manche bauen sogar zehn Jahre lang aus.
Der Rosé hat eine Komplementärfunktion zum Rotwein. Er wird entweder aus den jüngsten Rebanlagen gewonnen, da diese besonders fruchtige, aber leichtere Weine liefern. Die andere Möglichkeit besteht darin, 10–15 % des Rotweines aus dem Gärbehälter abzuziehen. Diese sogenannte „Saignée“-Methode hat den Vorteil, dass der verbleibende Rotwein eine höhere Konzentration bekommt.

### Landweine
Das Département Tarn besitzt rund 9000 Hektar Rebfläche. Nur der kleinere Teil davon bringt Qualitätswein der AOC Gaillac hervor. Der größere Anteil dient der Erzeugung von Tafel- und Landwein, für den es die Bezeichnung Vin de Pays des Côtes du Tarn gibt. Die erlaubten Hektarerträge liegen höher, und es sind mehr Rebsorten als in der AOC zugelassen, so die Massenträger Jurançon Noir und Portugais Bleu, aber auch regionsuntypische Sorten wie Chardonnay.

### Jahrgänge
Die geografische Nähe legt es nahe, die Qualität der Jahrgänge mit derjenigen von Bordeaux zu identifizieren. Dies ist aber bei allen Parallelen nur teilweise richtig. So war in Gaillac der 1992er weitaus besser als der 1993er, und der 1997er war dem 1998er durchaus ebenbürtig. Als größter Jahrgang der jüngeren Zeit gilt noch immer 1985. 1988, 1989 und vor allem 1990 waren – wie fast überall in Frankreich – ebenfalls große Jahrgänge. Weine aus dem schwierigen Jahr 1991 können durch ihre Lagerfähigkeit überraschen, die sie den vergleichsweise hohen Säurewerten verdanken. Die Jahre 1999 bis 2002 brachten eine seltene Folge guter Weine hervor. Dagegen litt der 2003er sowohl unter der Hitze als auch unter der Trockenheit. So mangelt es den Rotweinen trotz hohem Alkoholgehalt und starker Konzentration paradoxerweise an Reife. Die Tannine sind vielfach zu hart, und es fehlt die aromatische Vielfalt. Dagegen ist der 2004er wieder überaus zufriedenstellend ausgefallen. Wie so oft hat nicht der heiße Sommer, sondern der stabile und sonnige Herbst einen großen Jahrgang hervorgebracht. Die Lese des 2005er wurde durch Regen beeinträchtigt, weshalb er wohl nicht an den 2004er heranreichen wird. Der Jahrgang 2006 wurde zwar wie der 2003er durch Trockenheit geprägt, der kühle August verzögerte aber die Reifung und bescherte den Weißweinen eine willkommene Säure.

## Geschichte

### Von der Antike bis ins 20. Jahrhundert
In der Region von Gaillac, das zur römischen Provinz Gallia Narbonensis gehörte, wurde schon vor Beginn unserer Zeitrechnung Wein angebaut.
Im Mittelalter erfuhr der Weinbau einen neuen Aufschwung mit der Gründung der Abtei Saint Michel direkt am Ufer des Tarn, um die herum die Stadt Gaillac entstand. Die wechselnden Moden der Geschichte gaben mal den weißen, mal den roten Weinen den Vorzug.
Bis ins 18. Jahrhundert diente der Gaillac, der über den Tarn und die Garonne in Richtung Atlantik transportiert wurde, zur Aufbesserung des damals meist schwächlichen Weines von Bordeaux. Dr. Jules Guyot führte im Jahr 1865 seine Studie Sur la viticulture du centre sud de la France (Über den Weinbau Zentralsüdfrankreichs) im Auftrag des Landwirtschaftsministers Armand Béhic über den Weinbau der südlichen Departements durch und revolutionierte mit seinen Studien den Weinbau in ganz Frankreich.
Die wachsende Konkurrenz durch den schwereren Rotwein aus dem Mittelmeerraum und Algerien führte dann im 19. Jahrhundert zu einer Verschiebung der Produktion auf den Weißwein. Dieser zumeist süß ausgebaute Gaillac genoss bis zum Zweiten Weltkrieg eine große Reputation, und die 1938 festgelegte Appellation Contrôlée bezog sich zunächst nur auf ihn. Noch 1960 beanspruchten die weißen Rebsorten 71 % der Anbaufläche, 1990 hatten die roten mit 58 % die Mehrheit übernommen. Unter Letzteren haben zudem Qualitätssorten die Massenträger (Jurançon Noir, Blauer Portugieser) verdrängt. Als Katalysator wirkte die Appellation für den Rotwein, die es seit 1970 gibt.

### Heutige Situation
Der Weinbau in Gaillac befindet sich noch immer in einer Phase des Umbruchs, die gekennzeichnet ist durch Spezialisierung und Individualisierung. Noch vor 30 Jahren besaßen die Genossenschaften nahezu ein Monopol; nur eine Handvoll Winzer vermarkteten ihren Wein selbst. Für viele landwirtschaftliche Betriebe war Wein nur ein Teil der Produktion. Die steigende Nachfrage nach Weinen gehobener Qualität machte es jedoch zunehmend attraktiv, sich zu spezialisieren. Hohe Qualität geht allerdings mit niedrigen Erträgen einher. Dies kann eine Genossenschaft in der Regel nicht angemessen honorieren, so dass immer mehr Winzer in eigene Keller investierten und zur Selbstvermarktung übergingen. Heute besitzt das Anbaugebiet weit über 100 selbstständige Weingüter, wobei Familienbetriebe zwischen 15 und 50 ha Rebfläche dominieren. Dieser Individualismus hat die ohnehin große Produktvielfalt noch weiter erhöht. Traditionalisten konservativer oder auch moderner Ausprägung konkurrieren mit experimentierfreudigen Winzern, die sich eher einem internationalen Stil verschrieben haben.

## Weinkultur
Jedes Jahr findet in Gaillac am ersten Augustwochenende die Fête des Vins, das Weinfest, statt. Zahlreiche Winzer präsentieren dabei an Ständen im Stadtpark ihre Weine.
Gaillac besitzt eine Weinbruderschaft, den Ordre de la Dive Bouteille (Orden von der göttlichen Flasche), der 1952 sein erstes Kapitel abhielt. Der Name bezieht sich auf das lebensfrohe Werk des Dichters François Rabelais. Die Bruderschaft greift eine alte Traditionslinie auf: Die Companha de la Poda von Gaillac wurde urkundlich bereits im Jahr 1529 erwähnt und gilt als älteste Weinbruderschaft Frankreichs.